# Super Nintendo World

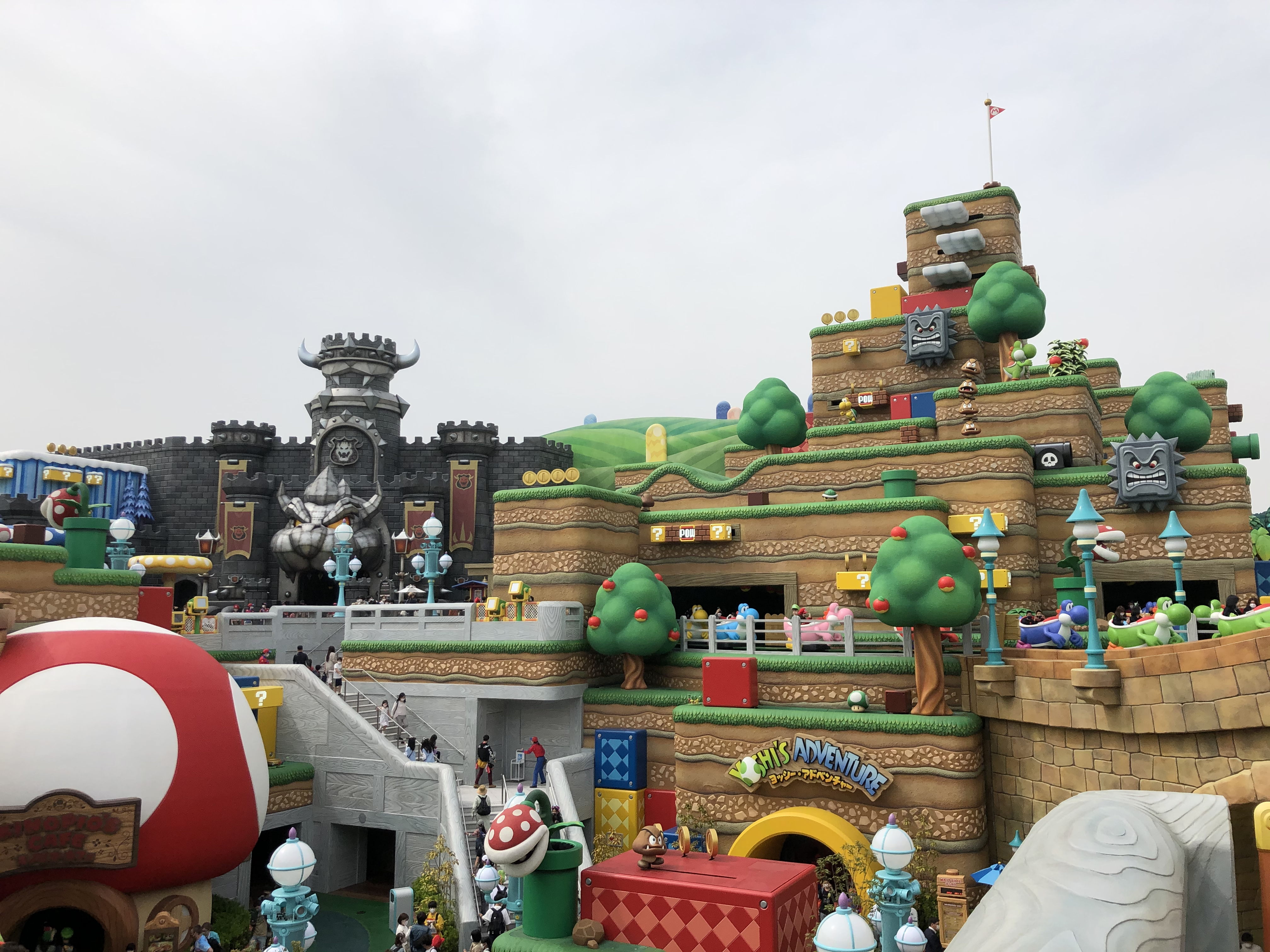
Super Nintendo World

Super Nintendo World is een themagebied in Universal Studios Japan en Universal Studios Hollywood. Een derde pretpark is in aanbouw in Universal Studios Singapore. Het themagebied is een samenwerking tussen Universal Parks & Resorts en Nintendo. Het was open voor publiek vanaf 4 februari 2021 en werd officieel geopend op 18 maart van dat jaar. Het staat in het teken van de Mario-franchise. 

## Beschrijving
De entree van het themagebied bestaat uit en voorgevel met daarop het logo van Super Nintendo World. Daarvoor bevindt zich een fotopunt bestaand uit drie groene pijpen waar bezoekers in kunnen staan. Deze verwijzen naar de buizen waarin Mario zich in de spellen naar een ander level verplaatst. In de voorgevel bevindt zich een tunnel naar het daadwerkelijke themagebied. Deze tunnel is gedecoreerd naar de groene buizen. Binnenin zijn licht- en geluidseffecten te zien en horen. Bezoekers komen vervolgens uit in de hal van het kasteel van Princess Peach. In het midden van de hal bevindt zich een ster en aan de wanden hangen diverse schilderijen. De afbeeldingen zijn afkomstig uit het spel Super Mario 64.
Het themagebied zelf is grofweg een vierkant waarin alles gedecoreerd is naar Mushroom Kingdom, verspreid over meerdere verdiepingen. Tegenover het kasteel van Peach bevindt zich het kasteel van Bowser. Tussen beide gebouwen bevinden zich diverse animatronics van personages uit de spellen van Mario, zoals Shy Guy en de Piranha Plant. Ook zijn er op een aantal locaties draaiende gouden munten en ?-blokken te vinden. Bezoekers kunnen tegen deze ?-blokken slaan, waarna een geluidseffect te horen is dat uit de spellenreeks van Mario afkomstig is.
Verspreid door het themagebied zijn diverse horecapunten en een souvenirwinkel te vinden. Er zijn twee attracties: Mario Kart: Koopa's Challenge en Yoshi's Adventure.